# Bedenec
Bedenec – wieś w Chorwacji, w żupanii varażdińskiej, w mieście Ivanec. W 2011 roku liczyła 732 mieszkańców.